# Diocesi di Sbida
La diocesi di Sbida (in latino Dioecesis Sbidensis) è una sede soppressa del patriarcato di Antiochia e una sede titolare della Chiesa cattolica.

## Storia
Sbida, identificabile con Izvid nell'odierna Turchia, è un'antica sede episcopale della provincia romana di Isauria nella diocesi civile d'Oriente. Faceva parte del patriarcato di Antiochia ed era suffraganea dell'arcidiocesi di Seleucia.
Sono due i vescovi noti di Sbida: Conone, che si fece rappresentare al concilio di Calcedonia del 451 dal metropolita Basilio di Sleucia, e sottoscrisse nel 458 la lettera dei vescovi dell'Isauria all'imperatore Leone I dopo la morte di Proterio di Alessandria; e Basilio, che sottoscrisse gli atti del concilio in Trullo nel 691/92.
La diocesi è menzionata nella Notitia episcopatuum del patriarcato di Antiochia datata alla seconda metà VI secolo. Per un certo periodo, dopo l'occupazione araba di Antiochia, l'Isauria fu annessa al patriarcato di Costantinopoli; la diocesi appare nelle Notitiae di questo patriarcato nel X secolo.
Dal 1933 Sbida è annoverata tra le sedi vescovili titolari della Chiesa cattolica; la sede è vacante dal 21 giugno 1966.

## Cronotassi

### Vescovi greci
- Conone † (prima del 451 - dopo il 458)
- Basilio † (prima del 691 - dopo il 692)

### Vescovi titolari
- Giovanni Groen, M.S.F. † (10 marzo 1949 - 18 aprile 1953 deceduto)
- John Rodgers, S.M. † (29 giugno 1953 - 21 giugno 1966 nominato vescovo di Tonga)